# Ralf Hand
Ralf Hand (* 24. Juni 1964 in Trier) ist ein deutscher Botaniker. Sein botanisches Autorenkürzel lautet „Hand“.

## Werdegang
Hand ist Sohn des Optikers Rolf Hand. Nach der Schulausbildung bis zum Gymnasium in Trier begann er 1987 in Bonn das Studium der Biologie, welches er 1993 mit der Diplomarbeit Die Gattung Hieracium L. in der Eifel und angrenzenden Gebieten – Untersuchungen über Verbreitung, Soziologie und Gefährdung der Haupt- und Zwischenarten abschloss. Die Dissertation Revision der in Europa vorkommenden Arten von Thalictrum subsectio Thalictrum (Ranunculaceae) schrieb er an der Freien Universität Berlin, Botanischer Garten und Botanisches Museum Berlin-Dahlem. Dort arbeitete er bis Ende 2018. Sein Hauptarbeitsgebiet sind die Gefäßpflanzen Mitteleuropas und Zyperns. Von letzteren war er Mitautor einer Checkliste. Er bearbeitete die Gattung Thalictrum im Hegi und Rothmaler.
Von 2017 bis 2021 war Hand Vorsitzender der Gesellschaft zur Erforschung der Flora Deutschlands.
Ralf Hand hat (teilweise zusammen mit Kollegen) bisher (Stand: 2020) über 50 neue Taxa beschrieben (einschließlich Umkombinationen).

## Werke
Hand publizierte zahlreiche botanische Arbeiten, darunter:
- Ralf Hand, Hans Reichert, Walter Bujnoch, Ulrich Kottke, Steffen Caspari (2016): Flora der Region Trier (2 Bände). 1. Aufl. Weyand, Trier. ISBN 978-3-942429-29-0.